# Almaz Ali
Almaz Ali Zínálábdín Abdalláh (Kartúm, 1996. augusztus 19. –) szudáni születésű katari válogatott labdarúgó, csatár, a katari élvonalban szereplő ed-Duhaíl csatára. A válogatottal aranyérmet nyert a 2019-es Ázsia-kupán, kilenc góljával pedig ő lett a torna gólkirálya és egyben a legjobb játékosa is.

## Pályafutása

### Klubcsapatokban
Almaz Ali Szudánban született és gyermekkorában szüleivel emigrált Katarba. Hétéves korában kezdett el komolyabban a labdarúgással foglalkozni, több katari klub akadémiáján megfordult, de játszott a belga Eupenben is.
2015 júliusában az osztrák LASK Linz szerződtette. Hét bajnoki mérkőzésen egy gólt szerzett a klubban, majd 2016 januárjában a spanyol harmadosztályban szereplő Cultural Leonesa játékosa lett. 2016. április 3-án, az Arandina elleni 1–0-s győzelem alkalmával szerezte az első gólját új csapatában és így ő lett az első katari labdarúgó, aki a spanyol bajnokság bármelyik profi osztályába gólt szerzett.
A 2016–17-es szezont megelőzően visszatért hazájába a Lekhwiya SC csapatéhoz, ahol utánpótláskorú játékosként már futballozott korábban. 25 bajnoki mérkőzésen nyolc gólt szerzett és ugyanennyi gólpasszt adott, a szezon végén a legjobb 23 év alatti játékosnak választották a ligában.
A következő szezonban az immár ed-Duhaíl néven szereplő együttessel nyert bajnoki címet.

### A válogatottban
2013 decemberében Bahren ellen egybarátságos mérkőzésen lépett először pályára a katari válogatottban, de a Nemzetközi Labdarúgó-szövetség azt a mérkőzést nem ismeri el hivatalos válogatott mérkőzésnek.
2014-ben az U19-es válogatottal részt vett a korosztályos Ázsia-bajnokságon, egy év múlva pedig szerepelt az U20-as világbajnokságon.
2016. augusztus 8-án, egy Irak elleni 2–1-es győzelem során mutatkozott be hivatalosan is a katari felnőtt válogatottban.
A 2018-as U23-as Ázsia-bajnokságon bronzérmes lett a válogatottal és hat góllal gólkirály.
A 2019-es Ázsia-kupa csoportkörében gólt szerzett Libanon ellen, majd Észak-Korea ellen 51 perc alatt lőtt négy gólt. Ennél gyorsabban csak Ali Dáji érte el ezt a teljesítményt, ő az 1996-os kontinenstornán 23 perc alatt szerzett négy találatot Dél-Korea ellen. A szaúdiak ellen 2–0-ra megnyert találkozón csapata mindkét gólját ő szerezte. Ezzel az Ázsia-kupa csoportmérkőzéses szakaszának legeredményesebb játékosa lett Ali Dájival és Takahara Naohiróval megosztva, valamint ő lett a torna történetének legeredményesebb katari játékosa, megelőzve Mansour Muftaht.
Az Egyesült Arab Emírségek elleni elődöntőben Ali megszerezte nyolcadik gólját is a tornán, ezzel pedig beállította Ali Dáji 1996-os csúcsát. A Japán elleni döntőben ő szerezte csapat első gólját, Katar pedig 3–1-re megnyerte a találkozót és ezzel a tornát.
2019. január 30-án, nem sokkal az elődöntőben elszenvedett vereséget követően az Egyesült Arab Emírségek Labdarúgó-szövetsége hivatalos fellebbezést nyújtott be az Ázsiai Labdarúgó-szövetséghez, mert véleményük szerint Ali, valamint az iraki születésű Baszám er-Rávi nem játszhatott volna a tornán a FIFA hatályos szabályozása szerint, amely kimondja, hogy a játékosok jogosultak egy adott ország válogatottjában való játékra, ha legalább öt évig folyamatosan, életvitelszerűen élnek az adott országban, 18 éves koruktól kezdődően. Az AFC fegyelmi és etikai bizottsága 2019. február 1-jén további észrevételek vagy magyarázat nélkül elutasította az Egyesült Arab Emírségek Labdarúgó-szövetségének tiltakozását.
Részt vett a 2019-es Copa Américán, ahol a katariak meghívott országként szerepeltek, a Paraguay elleni 2–2-es csoportmérkőzésen gólt is szerzett.

## Sikerei, díjai
ed-Duhaíl
- Katari bajnok: 2016–17, 2017–18, 2019–20
- Emír-kupa-győztes: 2018, 2019
- Katari Kupa-győztes: 2018

Katar U19
- U-19-es Ázsia-kupa-győztes: 2014

Katar
- Ázsia-kupa-győztes: 2019
- A Nyugat-ázsiai labdarúgó-bajnokság győztese: 2014

Egyéni elismerés
- Az U23-as Ázsia-bajnokság gólkirálya: 2018
- Az Ázsia-kupa gólkirálya: 2019
- Az Ázsia-kupa legjobb játékosa: 2019